# Jasienica Rosielna (plaats)
Jasienica Rosielna is een dorp in het Poolse woiwodschap Subkarpaten, in het district Brzozowski. De plaats maakt deel uit van de gemeente Jasienica Rosielna.